# Лоренс Робертс
Лоренс Едвард Робертс III (енгл. Lawrence Edward Roberts III; Хјустон, 20. октобар 1982) је бивши амерички кошаркаш. Играо је на позицији крилног центра.

## Каријера
Драфтован је 2005. од стране Сијетл суперсоникса са 55 позиције, али је убрзо трејдован у Мемфис гризлисе. После две сезоне прешао је у Европу и потписао двогодишњи уговор са Олимпијакосом. Ипак, тамо се није дуго задржао, већ је напустио Олимпијакос после 3 месеца.
Дана 18. септембра 2008. потписао је једногодишњи уговор са Црвеном звездом. Дана 25. септембра 2009. позван је у тренинг камп Индијана пејсерса, међутим није прошао на проби. После два дана потписао је једногодишњи уговор са Партизаном. Са црно-белима је освојио сва три домаћа трофеја и пласирао се на фајнал фор Евролиге.
У јулу 2010. године потписао је уговор Ефес Пилсеном. Сезону 2011/12. провео је у Лијетувос ритасу. У јулу 2012. потписао је двогодишњи уговор са Бајерн Минхеном. Напустио је Бајерн након једне сезоне и у октобру 2013. потписује уговор са турским друголигашем Дарушафаком где проводи сезону 2013/14. Сезону 2014/15. је почео у екипи Гравлена, али почетком фебруара 2015. раскида уговор са француским клубом.

## Успеси

### Клупски
- Партизан:
  - Првенство Србије (1): 2009/10.
  - Јадранска лига (1): 2009/10.
  - Куп Србије (1): 2010.

- Ефес Пилсен:
  - Суперкуп Турске (1): 2010.